# قلعه چشمه علی
قلعه چشمه علی مربوط به دوره قاجار است و در دامغان، شمال غرب شهر واقع شده و این اثر در تاریخ ۲۵ اسفند ۱۳۸۰ با شمارهٔ ثبت ۵۶۵۱ به‌عنوان یکی از آثار ملی ایران به ثبت رسیده است.